# Gara (Hongarije)
Gara is een plaats (község) en gemeente in het Hongaarse comitaat Bács-Kiskun. Gara telt 2579 inwoners (2005).

## Geboren
- Miklós Páncsics (1944-2007), voetballer